# Tuyến Gyeongui

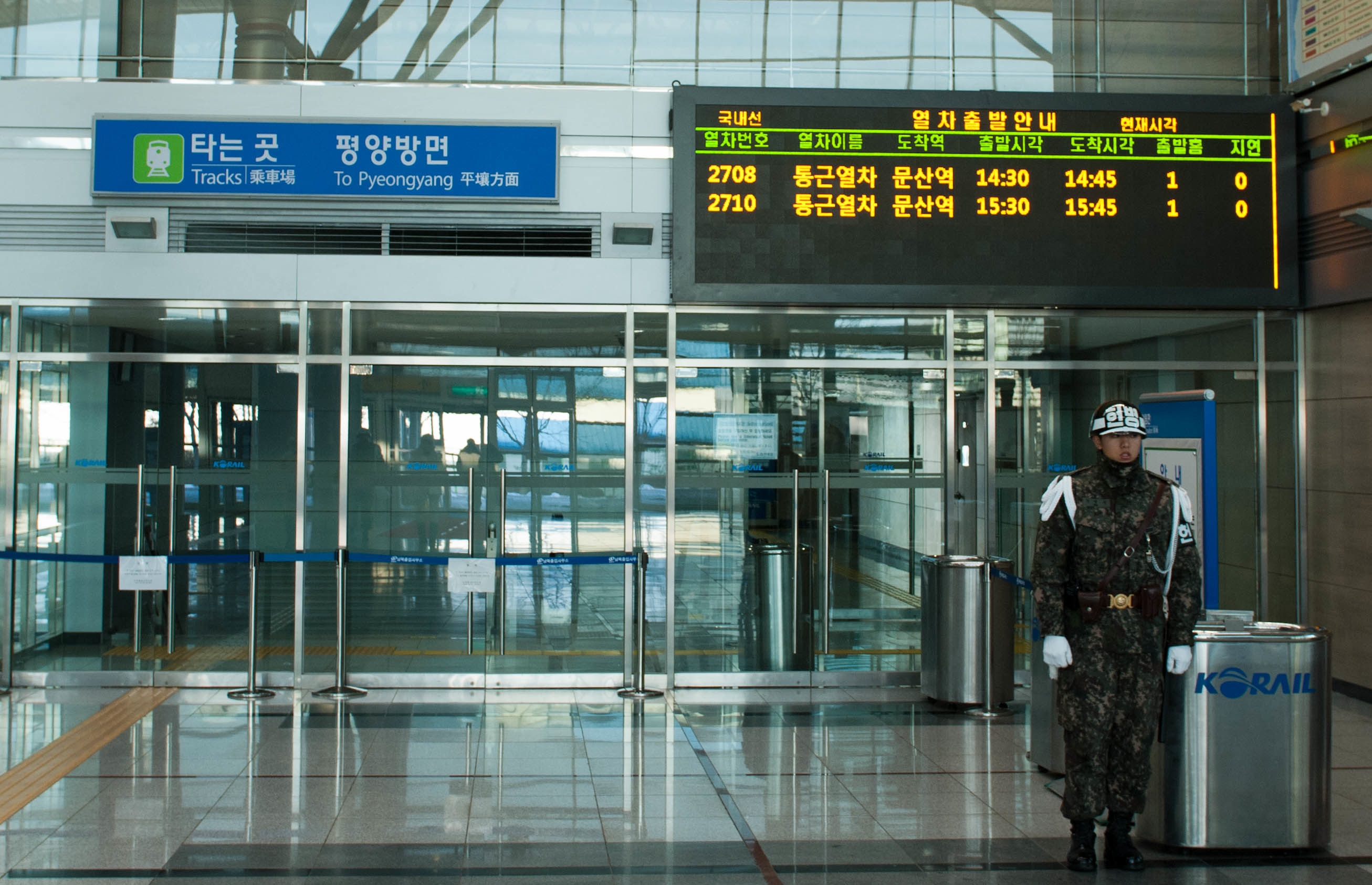
Ga Dorasan

Tuyến Gyeongui là tuyến đường sắt giữa Ga Seoul và Ga Dorasan ở Paju. Korail điều hành dịch vụ Tàu điện ngầm vùng thủ đô Seoul giữa Ga Seoul và Ga Dorasan .

## Lịch sử
Ban đầu, tuyến tiếp tục đến Bình Nhưỡng và Sinŭiju, nơi nó kết nối với Đường sắt Nam Mãn Châu, nối hệ thống đường sắt Hàn Quốc với phần còn lại của Châu Á và Châu Âu.
Đế quốc Đại Hàn dự định tự xây dựng Tuyến Gyeongui vào cuối thế kỷ 19, nhưng tình trạng thiếu kinh phí khiến dự án bị đình chỉ.. Đế quốc Nhật Bản, quốc gia đã giành được nhượng bộ để xây dựng Tuyến Gyeongbu từ Busan đến Seoul, cũng tìm cách giành quyền kiểm soát dự án Tuyến Gyeongui khi nó tiếp tục đi xa hơn về phía bắc, nhận thấy tuyến đường trục này là một phương tiện để giữ Triều Tiên dưới quyền kiểm soát của mình. Đường này cũng được đưa ra để cân nhắc về mặt quân sự với dự đoán về một cuộc đối đầu với Nga, xảy ra vào năm 1904 với tên gọi Chiến tranh Nga-Nhật. Khi bắt đầu chiến tranh, Nhật Bản đã phớt lờ tuyên bố trung lập của Hàn Quốc và chuyển quân đến Incheon, đồng thời buộc chính phủ Hàn Quốc phải ký một thỏa thuận cho phép quân đội Nhật Bản kiểm soát các dự án đường sắt nếu xét thấy cần thiết cho các hoạt động quân sự. Quân đội Nhật Bản bắt đầu xây dựng Tuyến Gyeongui, trong khi các căn cứ quân sự được thành lập liên quan đến tuyến đường sắt, căn cứ lớn nhất nằm cạnh ga cuối của tuyến, Ga Yongsan ở Seoul.
Dịch vụ vận chuyển hàng hóa trên toàn bộ Tuyến Gyeongui được bắt đầu vào ngày 3 tháng 4 năm 1906.

### Biên giới liên Triều
Sau khi Triều Tiên bị chia cắt vào năm 1945, các chuyến tàu ngừng hoạt động giữa nửa phía bắc và phía nam của đất nước, nghĩa là các chuyến tàu phía nam có thể sẽ kết thúc tại Kaesŏng, hiện thuộc Bắc Triều Tiên nhưng vào thời điểm đó là một phần của khu vực phía nam do Hoa Kỳ quản lý. Các chuyến tàu phía bắc sẽ kết thúc ở phía bắc Kaesŏng.
Sau khi Chiến tranh Triều Tiên kết thúc vào năm 1953, các chuyến tàu phía nam đã bị cắt giảm trở lại xung quanh Munsan (phía bắc Seoul), với các chuyến tàu phía bắc kết thúc tại Kaesŏng. Cũng trong khoảng thời gian đó, Triều Tiên đổi tên đoạn P'yŏngyang-Kaesŏng của tuyến thành Tuyến P'yŏngbu (P'yŏngyang + Busan) và đoạn P'yŏngyang-Sinŭiju thành Tuyến P'yŏngŭi (P'yŏngyang + Sinŭiju). Khu vực CHDCND Triều Tiên hiện đã được điện khí hóa 100%, mặc dù đoạn đường đôi chỉ kéo dài từ Bình Nhưỡng đến Sân bay Sunan.
Kể từ hội nghị thượng đỉnh giữa hai miền Triều Tiên vào năm 2000, một nỗ lực đã dần được tiến hành để kết nối lại Tuyến đường Gyeongui. Dịch vụ hành khách phía Nam đã được mở rộng đến Dorasan ở rìa Khu phi quân sự (DMZ) và các tuyến đường đã được xây dựng trên chính DMZ. Vào tháng 10 năm 2004, kết nối phía Bắc từ DMZ đến Kaesŏng cuối cùng đã hoàn thành. Các cuộc chạy thử đồng thời dọc theo các đoạn xuyên biên giới được xây dựng lại của cả Tuyến Gyeongui và Tuyến Donghae Bukbu được ấn định vào ngày 25 tháng 5 năm 2006, nhưng các nhà chức trách quân sự Bắc Triều Tiên đã hủy bỏ kế hoạch này một ngày trước sự kiện dự kiến. Tuy nhiên, tại một cuộc họp được tổ chức tại Bình Nhưỡng, Triều Tiên, vào ngày 22 tháng 4 năm 2007, Bắc và Nam Triều Tiên đã đồng ý khởi động lại dự án. Ngày 17 tháng 5 năm 2007, chuyến tàu đầu tiên chở phái đoàn Bắc và Nam Triều Tiên đi từ ga Munsan ở miền Nam đến Kaesong ở miền Bắc. Việc chạy thử nghiệm đầu tiên trên Tuyến Donghae Bukbu diễn ra cùng lúc. Theo đại diện của Hàn Quốc, Triều Tiên đã đồng ý về nguyên tắc dịch vụ vận chuyển hành khách và hàng hóa thường xuyên dọc theo hai tuyến đường sắt. Vào ngày 30 tháng 11 năm 2018, một đoàn kiểm tra của các kỹ sư từ Hàn Quốc đã đi qua biên giới tại Dorasan để đánh giá, được thực hiện cùng với các quan chức Triều Tiên, tuyến Kaesong của Triều Tiên đến Sinuiju (P'yŏngŭi) và các tuyến đường sắt phía bắc từ Núi Kumgang.

### Nâng cấp
Trong khi đó, công việc bắt đầu nâng cấp phần Hàn Quốc cho các dịch vụ đi lại công suất cao. Giữa Seoul và Munsan, tuyến này được chuyển đổi thành đường sắt đôi, điện khí hóa theo hướng tuyến mới, thẳng hơn, dài 48,6 km. Công việc bắt đầu vào tháng 11 năm 1999, với ngân sách ước tính ban đầu là 1.970 tỷ won. Đoạn từ Digital Media City (DMC) đến Munsan được hoàn thành vào ngày 1 tháng 7 năm 2009. Đoạn còn lại chủ yếu sẽ đi ngầm giữa Ga Gajwa ở tây bắc Seoul đến Ga Yongsan ở trung tâm thành phố Seoul. Tính đến năm 2009, tiến độ xây dựng trên toàn bộ đoạn Seoul–Munsan đạt 74% tổng ngân sách khi đó ước tính là 2.153,271 tỷ won. Phần này sẽ được hoàn thành vào năm 2014 và khu vực giải phóng trên bề mặt được xây dựng lại thành một công viên được gọi là Công viên rừng Gyeongui Line.
Tuyến sẽ được nâng cấp thêm với tốc độ 230 km/h (140 dặm/giờ), như một phần trong kế hoạch chiến lược của chính phủ nhằm giảm thời gian đi lại cho 95% người dân Hàn Quốc xuống dưới 2 giờ vào năm 2020, được công bố vào ngày 1 tháng 9 năm 2010.
Phần mở rộng của Tuyến Gyeongui–Jungang (Munsan–Imjingang) được khai trương vào ngày 28 tháng 3 năm 2020.

## Dịch vụ

### Tàu điện ngầm vùng thủ đô Seoul
Tuyến Gyeongui được khai trương như một phần Tàu điện ngầm vùng thủ đô Seoul vào ngày 1 tháng 7 năm 2009 từ Seoul đến Munsan. Tuyến kết nối Seoul, Digital Media City, Ilsan, Paju và Munsan,  đồng thời cung cấp dịch vụ chuyển sang Tuyến 3, Tuyến 6 và  AREX.
Tuyến chính kết thúc tại Ga Digital Media City khi mở lần đầu tiên, trong khi một nhánh riêng tiếp tục đến Ga Seoul. Vào ngày 15 tháng 12 năm 2012, tuyến chính được mở rộng đến Ga Gongdeok, cung cấp dịch vụ chuyển tuyến sang Tuyến 2 và Tuyến 5. Vào ngày 27 tháng 12 năm 2014, dịch vụ tuyến chính được tiếp tục mở rộng đến Ga Yongsan từ Ga Gongdeok và dịch vụ này được đổi tên thành Tuyến Gyeongui–Jungang sau khi hợp nhất tuyến này với Tuyến Jungang.
Thuật ngữ "tàu điện ngầm" liên quan đến tuyến này có phần gây nhầm lẫn, vì tuyến này chạy ngầm dưới ba phần trăm chiều dài của nó. Đường nâng cấp chỉ đơn giản theo hướng của đường cũ được xây dựng cách đây 100 năm. Phần bên ngoài của tuyến chủ yếu chạy qua các cánh đồng lúa, rừng và ruộng rau ở nông thôn và bên ngoài Seoul hiếm khi đi vào các khu vực đô thị hóa. Nó chủ yếu là đường đồng mức và bao gồm một số giao lộ đồng mức với đường địa phương, nơi các nhân viên của Korail túc trực để ngăn chặn giao thông.

### Dịch vụ đường sắt thông thường
Trước khi tích hợp với hệ thống tàu điện ngầm, dịch vụ phổ biến nhất trên tuyến là dịch vụ tàu Tonggeun giữa Seoul và Imjingang, với một chuyến tàu Saemaeul-ho. Kể từ khi tuyến được tích hợp với hệ thống Tàu điện ngầm Seoul, dịch vụ Tonggeun đã bị hạn chế ở một số ga ở phía bắc, từ Munsan đến Imjingang, một số tiếp tục đến Dorasan, gần biên giới Triều Tiên.

### KTX
Có một ga cho các chuyến tàu Tàu tốc hành Hàn Quốc (KTX) dọc theo Tuyến Gyeongui tại Ga Haengsin. Do đó, một số dịch vụ KTX tiếp tục vượt ra ngoài Ga Yongsan tương ứng của Seoul và kết thúc tại Ga Haengsin.
Tuyến có thể có thêm dịch vụ KTX sau khi nâng cấp lên 230 km/h được xem xét trong kế hoạch chiến lược của chính phủ cho năm 2020.

## Ga

### Danh sách các ga đang hoạt động
- Tuyến Gyeongui–Jungang dừng tại Seoul ~ Seoul ~ Munsan, Munsan, Imjingang, Dorasan
- TH: Tàu tốc hành Tuyến Gyeongui–Jungang
- N: Tàu thường Tuyến Gyeongui–Jungang
- HB: Chuyến tàu hoà bình
- Màu vàng xanh (■): Đoạn dùng chung với Tuyến Seohae

●: Tất cả tàu dừng ▲: Một số tàu dừng
| Số ga                                         | Tên                                | Tên              | Tên              | KTX             | TH              | N  | HB | Kết nối                                | Khoảng cách | Tổng khoảng cách | Vị trí      | Vị trí       |
| Số ga                                         | Tiếng Anh                          | Hangul           | Hanja            | KTX             | TH              | N  | HB | Kết nối                                | Khoảng cách | Tổng khoảng cách | Vị trí      | Vị trí       |
| --------------------------------------------- | ---------------------------------- | ---------------- | ---------------- | --------------- | --------------- | -- | -- | -------------------------------------- | ----------- | ---------------- | ----------- | ------------ |
| P313                                          | Seoul                              | 서울             | 서울             | ●               | ●               | ●  | ●  | Tuyến Gyeongbu (133) (426) (A01)       | 0.0         | 0.0              | Seoul       | Yongsan-gu   |
| P314                                          | Sinchon                            | 신촌             | 新村             | ｜              | ●               | ●  | ｜ |                                        | 3.1         | 3.1              | Seoul       | Seodaemun-gu |
| K315                                          | Gajwa                              | 가좌             | 加佐             | ｜              | ▲               | ●  | ｜ | Tuyến Yongsan Kết nối trực tiếp Susaek | 2.7         | 5.8              | Seoul       | Mapo-gu      |
| K316                                          | Digital Media City                 | 디지털미디어시티 | 디지털미디어시티 | ｜              | ●               | ●  | ｜ | (618) (A04)                            | 1.7         | 7.5              | Seoul       | Eunpyeong-gu |
| K317                                          | Susaek                             | 수색             | 水色             | ｜              | ｜              | ●  | ｜ | Kết nối trực tiếp Susaek               | 0.6         | 8.1              | Seoul       | Eunpyeong-gu |
|                                               |                                    |                  |                  | ｜              | ｜              | ｜ | ｜ | Kết nối trực tiếp Susaek ()            |             | (8.882)          | Seoul       | Eunpyeong-gu |
| K318                                          | Đại học Hàng không Vũ trụ Hàn Quốc | 한국항공대       | 韓國航空大       | ｜              | ｜              | ●  | ｜ | Tuyến cơ sở Goyang                     | 3.4         | 11.5             | Gyeonggi-do | Goyang-si    |
| K319                                          | Gangmae                            | 강매             | 江梅             | ｜              | ｜              | ●  |    |                                        | 2.5         | 14.0             | Gyeonggi-do | Goyang-si    |
| K320                                          | Haengsin                           | 행신             | 幸信             | ▲               | ●               | ●  | ｜ |                                        | 0.9         | 14.9             | Gyeonggi-do | Goyang-si    |
| K321                                          | Neunggok                           | 능곡             | 陵谷             | Không hoạt động | ｜              | ●  | ●  | (S12) Tuyến Gyooe                      | 1.5         | 16.4             | Gyeonggi-do | Goyang-si    |
| K322                                          | Daegok                             | 대곡             | 大谷             | Không hoạt động | ●               | ●  | ｜ | (315) (S11) Tuyến Gyooe                | 1.8         | 18.2             | Gyeonggi-do | Goyang-si    |
| K323                                          | Goksan                             | 곡산             | 谷山             | Không hoạt động | ｜              | ●  | ｜ |                                        | 1.7         | 19.9             | Gyeonggi-do | Goyang-si    |
| K324                                          | Baengma                            | 백마             | 白馬             | Không hoạt động | ●               | ●  | ｜ |                                        | 1.6         | 21.5             | Gyeonggi-do | Goyang-si    |
| K325                                          | Pungsan                            | 풍산             | 楓山             | Không hoạt động | ｜              | ●  | ｜ |                                        | 1.7         | 23.2             | Gyeonggi-do | Goyang-si    |
| K326                                          | Ilsan                              | 일산             | 一山             | Không hoạt động | ●               | ●  | ｜ | (S07)                                  | 1.9         | 25.1             | Gyeonggi-do | Goyang-si    |
| K327                                          | Tanhyeon                           | 탄현             | 炭峴             | Không hoạt động | ●               | ●  | ｜ |                                        | 1.7         | 26.8             | Gyeonggi-do | Goyang-si    |
| K328                                          | Yadang                             | 야당             | 野塘             | Không hoạt động | ●               | ●  | ｜ |                                        | 2.1         | 28.9             | Gyeonggi-do | Paju-si      |
| K329                                          | Unjeong                            | 운정             | 雲井             | Không hoạt động | ●               | ●  | ｜ |                                        | 1.5         | 30.4             | Gyeonggi-do | Paju-si      |
| K330                                          | Geumneung                          | 금릉             | 金陵             | Không hoạt động | ▲               | ●  | ｜ |                                        | 3.1         | 33.5             | Gyeonggi-do | Paju-si      |
| K331                                          | Geumchon                           | 금촌             | 金村             | Không hoạt động | ●               | ●  | ｜ |                                        | 2.1         | 35.6             | Gyeonggi-do | Paju-si      |
| K333                                          | Wollong                            | 월롱             | 月籠             | Không hoạt động | ｜              | ●  | ｜ |                                        | 4.1         | 39.7             | Gyeonggi-do | Paju-si      |
| K334                                          | Paju                               | 파주             | 坡州             | Không hoạt động | ｜              | ●  | ｜ |                                        | 2.2         | 41.9             | Gyeonggi-do | Paju-si      |
| K335                                          | Munsan                             | 문산             | 文山             | Không hoạt động | ●               | ●  | ●  | Tuyến cơ sở Munsan, Hướng đi Imjingang | 4.4         | 46.3             | Gyeonggi-do | Paju-si      |
| K336                                          | Uncheon                            | 운천             | 雲泉             | Không hoạt động | Không hoạt động | ▲  | ●  | Hướng đi Munsan, Imjingang             | 3.7         | 50.0             | Gyeonggi-do | Paju-si      |
| K337                                          | Imjingang                          | 임진강           | 臨津江           | Không hoạt động | Không hoạt động | ▲  | ●  | Hướng đi Dorasan                       | 2.3         | 52.3             | Gyeonggi-do | Paju-si      |
| K338                                          | Dorasan                            | 도라산           | 都羅山           | Không hoạt động | Không hoạt động | ▲  | ●  |                                        | 3.8         | 56.1             | Gyeonggi-do | Paju-si      |
| Ranh giới Nam - Bắc (Sau đó là Tuyến Pyongbu) |                                    |                  |                  |                 |                 |    |    |                                        |             |                  |             |              |